# Coucy, Ardennes
Coucy je občina s 507 prebivalci (od 1. januarja 2016) v departmaju Ardennes do leta 2015 v regiji Šampanja-Ardeni, danes v regiji Grand Est, Francija.

## Geografija
Coucy leži 41 kilometrov severovzhodno od Reimsa, 35 kilometrov jugozahodno od Charleville-Mézières in 6,5 kilometrov vzhodno od Rethela , približno 50 kilometrov jugozahodno od meje z Belgijo v dolini Aisne ob cesti D30. Skozi občino teče potok Saulces-aux-Bois . Coucy pripada Aire urbaine de Rethel (upravna razdelitev INSEE). 

## Zgodovina
Coucy se prvič omenja v 12. stoletju. Takrat je bil zgrajen grad, kjer je družina Escannevelle dolgo živela. V 19. stoletju je grad delno uničil požar. Nato se je še vedno uporabljal kot kmetija, dokler ni bila dokončno uničena v 1950-ih.

## Zanimivosti
Cerkev je bila porušena in obnovljena konec 19. stoletja. Leta 1967 je zvonik poškodoval orkan in ga je nadomestil manjši stolp.

## Gospodarstvo
Podobo skupnosti obvladujejo pašniki. Pomembne dejavnosti domačinov so kmetijstvo in živinoreja. 